# 포천초등학교 (경기)
포천초등학교는 대한민국 경기도 포천시 신읍동에 있는 초등학교다.

## 학교 연혁
- 1911년 9월 1일 포천공립보통학교(4년제) 개교(설립인가 7월 18일)
- 1917년 11월 14일 현 위치로 이전
- 1919년 4월 1일 6년제로 개편
- 1938년 4월 1일 신읍공립심상소학교 (교명 변경)[1]
- 1941년 4월 1일 신읍공립국민학교 (교명 변경)[2]
- 1946년 4월 1일 포천공립국민학교 (교명 변경)
- 1984년 3월 1일 특수학급 설치
- 1987년 3월 1일 병설유치원 개원
- 1996년 3월 1일 포천초등학교로 개칭[3]
- 2011년 10월 1일 100주년 기념 축제
- 2019년 2월 22일 급식시설 증개축 및 교사동 외벽개선공사 준공
- 2019년 2월 28일 본·후관동 냉난방기 공사
- 2020년 1월 3일 제107회 졸업식(147명, 총21,498명)
- 2020년 3월 1일 제26대 김범식 교장 취임
- 2020년 3월 1일 35학급 편성(특수 2학급)

## 참고 자료
- 포천초등학교 - 한국교육학술정보원 학교알리미